# 洪田镇
洪田镇是中国福建省三明市永安市下辖的一个镇。

## 行政区划
洪田镇下辖以下地区：
紫云社区、洪田村、东坑村、生卿村、留山村、湍石村、上石村、黄龙村、忠洛村、马洪村、磉溪村、长川村、水西村、水东村、大科村、小磉村、贵湖村、井垄村、大坑村、黄坑村和林山村。